# خلخال (کرمانشاه)
خلخال (کرمانشاه)، روستایی از توابع بخش مرکزی شهرستان کرمانشاه در استان کرمانشاه ایران است.

## جمعیت
این روستا در دهستان دورود فرامان قرار دارد و براساس سرشماری مرکز آمار ایران در سال ۱۳۸۵، جمعیت آن ۱۲۰ نفر (۲۳خانوار) بوده‌است.